# 野村順亮
野村 順亮（のむら のぶあき、1921年 - ）は、日本の元バイク店経営者、実業家。東京都中央区出身。
第二次大戦後間もなく二輪販売店野村モータースを東京都中央区日本橋小伝馬町に設立。ベロセットやビンセントやヤワなどの外国製二輪車を輸入販売したほか、ヤマハの大手代理店でもあった。
ヤマハが創業して間もない時期、レースのため車両の性能アップに貢献。ヤマハ社長川上源一に信頼され、ヤマハ顧問の肩書きを与えられた。
義弟（妻の弟）はヤマハのワークスライダーだった野口種晴。

## 経歴
1921年生まれ。父親は東京の日本橋人形町で江戸時代から続く大工の棟梁。
1936年ごろ高等小学校（現在の中学校）を卒業し、日本橋にあったマルハチという外国製二輪車店に就職（弟子入り）して修理や整備などの腕を磨いた。マルハチの店主は、野村の叔父の家作を借りていた伊藤茂武という人物で、以前はAJSの発売元だったという。
1941年ごろに神奈川県横須賀市の海軍工廠に軍属として勤務。二輪車や四輪車の整備をする部署に配属される。野村は腕が良かったため海軍工廠のトップに気に入られ、野村専用の車両があったのだという。
海軍工廠に勤務していた時期、海軍工廠の人間から「アメリカ製の2サイクルエンジンをコピーして特攻兵器に使用する」という計画を聞かされ、「それでは時間がかかる。既存のエンジンを使うのが得策」と進言。これでトヨタ製エンジンが採用されたという。特攻兵器は震洋だと思われる。
1945年の敗戦後、日本橋小伝馬町に自らの店である野村モータースを設立。
戦前に魅力を感じていたベロセットやビンセントを輸入するため、関係省庁に日参し、輸入権と保税倉庫の許可を獲得した。当時東京都中央区で保税倉庫の許可を受けていたのは髙島屋と明治屋と野村モータースだけだったという。
野村モータースがベロセットLEを輸入する際、ホンダが予約金を入れたが、野村は予約金を返金し無償でベロセットLEをホンダに寄贈したという。ホンダ社長の本田宗一郎が「参考にするため今まで何台も購入してきたが、無償で寄贈されたのは初めて」と感激し、野村を招待して埼玉県の工場を見学させ、後日に返礼として発表直後のホンダ・ドリームE型（1952年発売）を野村モータースに寄贈したという。
1955年、創業間もないヤマハの代理店になる。一時はヤマハ車の販売台数が日本一だったという。
野村がヤマハ・YA-1（ヤマハ初の二輪車）を独自に性能アップしたところ、1955年の富士登山レースと浅間火山レースで必勝を期すヤマハ社長の川上源一に呼び出され、半ば拉致されるような格好でYA-1の性能アップを強引に手伝わされた。野村たちの努力が実り、YA-1は富士登山レースと浅間火山レースで圧勝した。野村はレースの現場にも行っている。
ヤマハの大手ディーラーだったが、1964年に野村モータースを閉店。閉店した理由は、バイク業界の様相が変わって値引き販売が横行し、販売店同士が値段で客の取り合いをするようになった影響だという。。
野村モータースを閉店して以降は自社ビルの管理運営を行う。
90代になった現在は有料老人ホームで生活しながら、入居者の車椅子を無償でメンテナンスし、今も現役メカニックだという。

## エピソード
- 戦前に二輪店で修行した経験から「売ったバイクの面倒を末永く見るため、お客様からは一定のマージンをいただき、値引きは絶対にしない」という信念を持っていたという[7]。
- ヤマハの販売店になったのは、YA-1の品質が優れていたことと、「ヤマハはピアノもバイクも定価販売で値引きをしない」という約束があったからだという[8]。
- ホンダにベロセットLE（水冷水平対向エンジン）を無償で寄贈した理由は「参考にしていただくのは大いに結構だが、そっくり真似されるのは輸入元として困る。わかってくださいという意味」と語っている[2]。ホンダは後に、野村から返金された金を、大蔵省を通じて野村に返したという。またホンダは、ベロセットLＥに似た構成のジュノオM（空冷水平対向エンジン）を1961年に発売している[6]。
- ホンダから販売店になってほしいと伝えられたが断った。ホンダが2輪車の値段を組織的に崩して販売しているのを察知したからだという[8]。
- 若き日の河島喜好（後のホンダ２代目社長）は野村モータースを訪れ、ビンセントをため息交じりにながめていたという[4]。
- ヤマハ社長の川上源一に信頼され、後にヤマハ顧問の肩書きを与えられたという。川上はワンマンで知られたが、野村の意見はよく聞いたという[9]。
- 妻（野村いし）の弟である野口種晴を野村モータース店員として雇った。野口種晴はヤマハのワークスライダーとして活躍し、ヤマハの総大将的存在だった[10]。
- 野村モータースを閉店後、義弟の野口種晴から「俺の店（野口モータース）に来てください。兄さんは座っているだけでいい（何もしなくても給料を払う）」と呼ばれても断り続けていたという[11]。
- 1991年に本田宗一郎が没し「お別れの会」が開かれた際、野村が訪れると河島喜好と本田さち（本田宗一郎の妻）が野村に歩み寄り礼を言ったという。野村は「ベロセットLEを無償で贈ったことを憶えてくれていた」と語っている[10]。
- 2002年に川上源一が没し「お別れの会」が開かれた際、豊田英二（当時はトヨタ最高顧問）が野村に歩み寄り「トヨタ（ヤマハと技術提携）のレース活動であなたの技術が活かされた」と礼を言ったという。野村は「トヨタさんを直接手伝ったことはないが、ヤマハを手伝ったことを生前の川上源一さんが教えたのだろう。戦争中に特攻兵器のためにトヨタに何度も行き最高顧問さんの顔も覚えていた」と語っている[6]。
- NHK衛星第2テレビジョンの「日めくりタイムトラベル」で、野村がヤマハ・YA-1を性能アップした経緯が放送された。野村は安川力（YA-1の開発者のひとり）と共に「昭和30年」（1955年）の回（2009年2月21日放送）に出演している。